# Nasz Kraj (Ukraina)

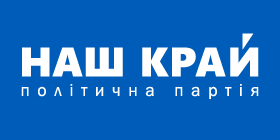
Logo partii Nasz Kraj

Nasz Kraj (ukr. Наш край) – ukraińska partia polityczna.

## Historia
Ugrupowanie zostało zarejestrowane 23 sierpnia 2011 pod nazwą Blokowa Partija, w 2012 opuściła je przewodnicząca Jewhenija Kobizewa. Partia nie wykazywała aktywności w wyborach parlamentarnych w 2012 i w 2014. 20 grudnia 2014 zmieniła nazwę na Nasz Kraj, a jednym z jej liderów został odeski poseł Anton Kisse. Do ugrupowania dołączyła grupa dawnych ludzi obozu władzy związanego z Partią Regionów, m.in. mer Mikołajowa, a także przedsiębiorca i deputowany Ołeksandr Feldman.
Partia została wykorzystana jako formacja wyborcza na potrzeby wyborów samorządowych w 2015. W wyborach tych ugrupowanie wprowadziło swoich przedstawicieli do około 10 rad obwodowych, a jego kandydat został wybrany na mera Berdiańska.